# Улица Ауструму (Рига)
Улица А́уструму (латыш. Austrumu iela — в переводе «Восточная») — улица в Видземском предместье города Риги, в историческом районе Тейка. Начинается от улицы Ваверес, пролегает в северо-западном направлении и заканчивается перекрёстком с улицей Ропажу. С другими улицами не пересекается.
Общая длина улицы составляет 131 метр. На всём протяжении имеет асфальтовое покрытие, одну полосу движения. Движение по улице одностороннее (от ул. Ропажу к ул. Ваверес). Общественный транспорт не курсирует.

## История
Улица Ауструму была проложена на территории бывшей усадьбы Монрепо; впервые упоминается в документах в 1900 году как Восточный переулок (латыш. Austruma iela, нем. Oststrasse), однако это название (как и других улиц, проложенных в частных владениях) долго оставалось неофициальным. Впервые упоминается в городской адресной книге лишь в 1914 году. Современный вариант названия (Austrumu вместо Austruma) установился лишь в 1970-е годы. Других переименований улицы не было.
В значительной мере сохранилась первоначальная застройка улицы.